# قانون التعليم لعام 1877
اعترف قانون التعليم لعام 1877 رسميا باثني عشر مجلسًا إقليميًا للتعليم في نيوزيلندا بعد إلغاء المقاطعات حيث سيطرت الحكومة المركزية على التعليم.

## مجالس التعليم
| مفصول | تأسست | ناجح | اسم المجلس                                                                  |
| ----- | ----- | ---- | --------------------------------------------------------------------------- |
|       | 1877  |      | مجلس تعليم أوكلاند                                                          |
|       | 1877  |      | مجلس هاملتون التعليمي                                                       |
|       | 1877  |      | مجلس التعليم في خليج هوكس                                                   |
|       | 1877  |      | مجلس التعليم في تاراناكي                                                    |
|       | 1877  |      | مجلس تعليم وانجانوي                                                         |
|       | 1877  |      | مجلس تعليم ويلنتون                                                          |
|       | 1877  |      | مجلس نيلسون التعليمي                                                        |
|       | 1877  |      | مجلس تعليم جراي/جرايماوث المعروف ايضا باسم مجلس ويستكوست /ويستلاند التعليمي |
|       | 1877  |      | مجلس التعليم في ساوثلاند                                                    |
|       | 1877  |      | مجلس تعليم ويستلاند                                                         |
|       | 1877  |      | مجلس تعليم اوتاجو                                                           |

## روابط خارجية
- Education Records from أرشيف نيوزيلندا  [لغات أخرى]‏